# Ngô Đình Nại
Ngô Đình Nại (* 27. August 1981 in Ho-Chi-Minh-Stadt, Vietnam) ist ein vietnamesischer Dreibandspieler.

## Karriere
Ngo kam erst spät, im Alter von 20 Jahren, zum Billard. Sein außerordentliches Talent ließ ihn jedoch schnell erfolgreich werden. Erste Erfolge erzielte er im Einband. 2008 gewann er erstmals die Vietnamesische Meisterschaft im Dreiband. Er wurde in die Nationalmannschaft berufen und Vietnams „Spieler Nr. 1“. Nach ein paar weniger erfolgreichen Jahren gewann er 2012 die nationale und asiatische Meisterschaft. Bei den ACBS Carom Championship 2016 gewann er im saudi-arabischen Al Fujairah sowohl im Einband als auch im Dreiband die Goldmedaille. Beim zweiten Weltcup 2013 im koreanischen Guru gewann er Bronze, im Mai 2018 vor heimischem Publikum in Ho-Chi-Minh-Stadt dann Silber. Er stellte mit 18 Punkten den Turnierkord und seinen persönlichen Rekord auf. Bei den Asienmeisterschaften im April 2018 im Karambolage gewann er Gold im Einband. Im Finale schlug er seinen Landsmann Mã Minh Cẩm mit 100:83. Ebenfalls im April kam er beim türkischen Weltcup in Antalya bis ins Viertelfinale.

## Erfolge
- Asian Indoor & Martial Arts Games:  2013
- Asienmeisterschaft:  2012, (Einband) 2018 (Einband)
- Vietnam Meisterschaft:  2012
- Dreiband-Weltcup:  2018/2  2013/2
- ACBS Carom Championship:  2016 (Einband), 2016 (Dreiband)
- Südostasienspiele:  2019 (Einband)

Quellen: 